# Cewnik Foleya

Cewnik Foleya (przed i po napełnieniu balonu)

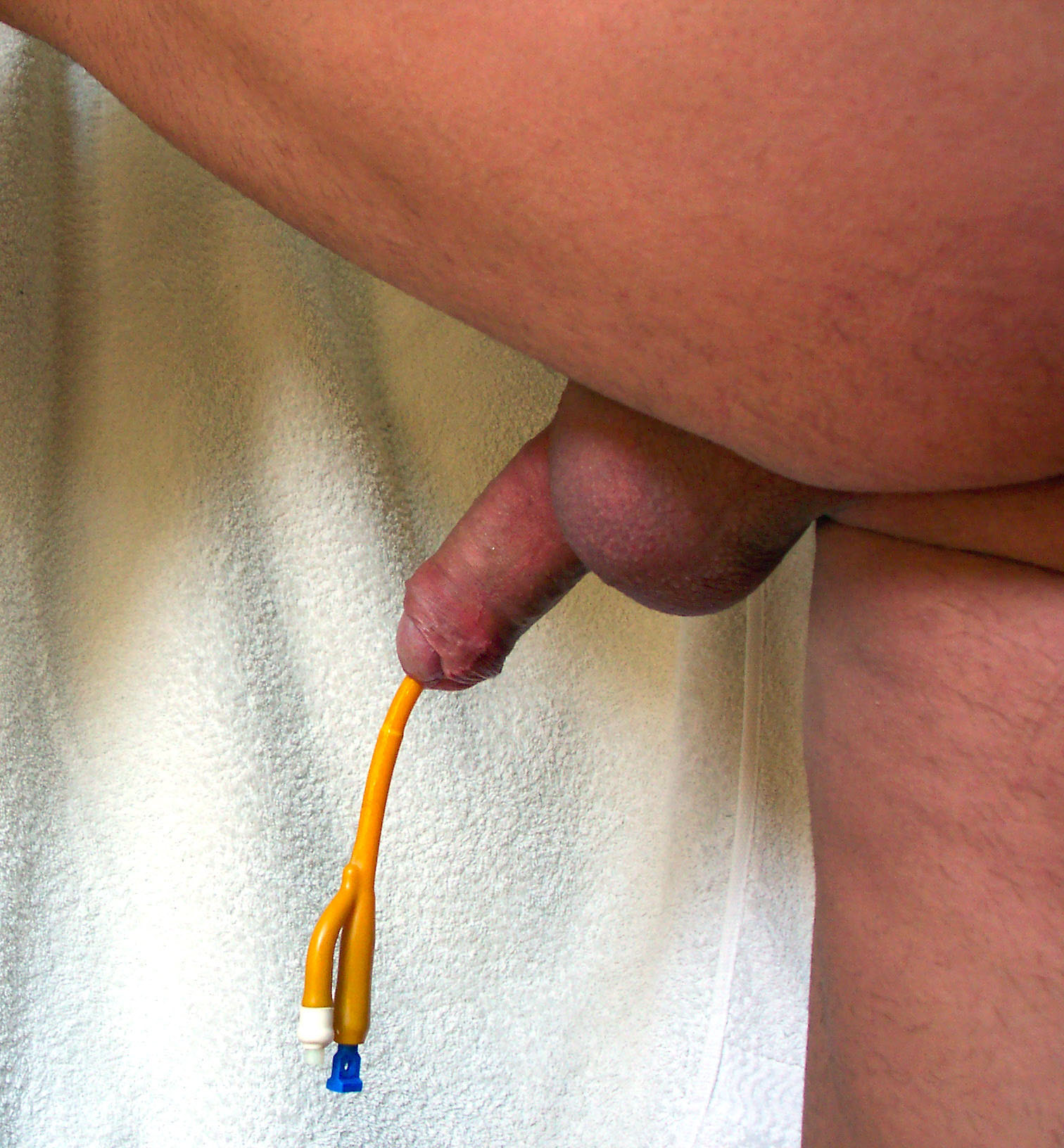
Pacjent z założonym cewnikiem Foleya, widoczne wyloty rurki odprowadzającej mocz i doprowadzającej wodę do balonu.

Cewnik Foleya – rodzaj giętkiego cewnika pęcherzowego. Jest to narzędzie urologiczne, najczęściej lateksowe, stosowane do odprowadzania moczu z pęcherza moczowego. Jego charakterystyczną cechą jest balonik o średnicy większej niż średnica cewki moczowej, który wypełniany jest sterylną wodą i utrzymuje narzędzie na stałe w pęcherzu. Grubość produkowanych cewników Foleya w skali French wynosi 10 F- 28 F.
Długotrwałe stosowanie cewnika Foleya może się wiązać z powikłaniami (cewnik może być bowiem źródłem utrzymujących się zakażeń układu moczowego, może powodować mechaniczne urazy w cewce moczowej i szyjce pęcherza, stwierdzone zwiększone ryzyko raka pęcherza moczowego), jest jednak najczęściej używaną metodą odprowadzenia moczu. Jeśli pacjent cierpi na nietrzymanie moczu, a nie ma zwężenia cewki moczowej, alternatywnym rozwiązaniem u mężczyzn może być cewnik zewnętrzny.
Cewnik jest sprzętem jednorazowego użytku.

## Historia
Cewnik Foleya wziął swoją nazwę od twórcy, doktora Fredericka Foleya, chirurga z Bostonu (Massachusetts), który zaprojektował go w latach 30. XX wieku, sam będąc wtedy jeszcze studentem.